# Mrčići (Kosjerić)
Pour les articles homonymes, voir Mrčići.
Mrčići (en serbe cyrillique : Мрчићи) est un village de Serbie situé dans la municipalité de Kosjerić, district de Zlatibor. Au recensement de 2011, il comptait 261 habitants.

## Démographie
| 1948 | 1953 | 1961 | 1971 | 1981 | 1991 | 2002 | 2011 |
| ---- | ---- | ---- | ---- | ---- | ---- | ---- | ---- |
| 557  | 568  | 560  | 407  | 439  | 400  | 297  | 261  |

|  |